# 张第 (隆庆进士)
张第（1528年—1610年），字汝登，号仰峰，以其先萊州潍县人，更號仰潍。山东東昌府茌平县城东南八里庄人，軍籍。明朝政治人物，隆庆进士。官至陕西临洮府知府。

## 生平
嘉靖三十七年（1558年）戊午科山东乡试第五十名举人，隆庆五年（1571年）辛未科會試第三百三十六名，三甲四十六名进士，工部觀政，除邯郸知县。万历二年（1574年）调温县令。七年升任西安府同知，十三年升南京户部郎中，十七年升广平府知府，丁母憂歸。萬曆二十年京察降用，补河東运同，二十四年升临洮府知府，勅封中宪大夫。二十六年考察闲住。

## 事跡
第任邯郸知县时，与张成教纂修了现存最早的《邯郸县志》。后调温县令，因山西右参政朱裳率邑绅请修《温县志》，第逐合大曹之成案而荟萃之，编次成帙。万历六年（1579年），首部《温县志》付刻成书。《邯郸县志》载：“张第，茌平进士，隆庆末令邯郸。性仁慈，敏于任事。凡地方利病，民生休戚，无不究心。外不炫赫赫名，而民实受其福。如：抗鄢米之议，减薄地之征，修祭器以肃祀典，表贞节以扶风教，皆实政也。邑乘久阙，询访士儒，旁搜遗佚。于万历元年勒成一书，邑之文献，始有所徵。尤政绩之显著者。”入祀邯郸名宦祠。《茌平县志》载：“其器宇恢宏，与人无竞，所至有政声，入人才传，享祀忠义祠”。

## 著作
其所著，有《弄斧集》、《歸田稿》、《林壑戲筆》，今其书无存。《邯郸县志》存其议略三篇：《赵垒堤不应筑议》、《抗鄢米议》、《税粮议》。另有诗二首，《过卢英堡》和《题丛台》现附下。
- 过卢英堡

当年仙迹已荒芜，此地犹闻旧姓卢。
不见青驹何处去，独余风月满平湖。
- 题丛台

丛台上苑春芳菲，王孙公子胡不归。
翠华旧路莽丛起，黄昏老树鸦孤飞。
三千粉黛在何许，十二朱栏今是非。
人生何必羡轻肥，层檐广厦争崇巍。
黄金费尽一抔土，但令千载空沾衣。

## 家族
曾祖张宽。祖父张荣。父张经，省祭官。嫡母邵氏，生母孟氏。慈侍下。